# Erta Ale
 (mai 2014).
L’Erta Ale est un volcan bouclier d'Éthiopie situé dans le nord de la vallée du Grand Rift, au niveau de la dépression de l'Afar. Il est l'un des trois volcans au monde hébergeant un lac de lave permanent. Erta Ale signifie « montagne fumante » en afar.
L'Erta Ale est un volcan bouclier basaltique isolé et le volcan le plus actif d'Éthiopie. Ce vaste édifice de 30 à 50 km de large s'élève à plus de 600 m au-dessus de la dépression de Danakil, qui descend elle-même jusqu'à 155 m sous le niveau de la mer.

## Géographie

### Localisation et topographie
L'Erta Ale, bien que peu élevé (613 mètres d'altitude), est très étendu : 30 à 50 kilomètres de diamètre. Il fait partie d'un système volcanique, la chaîne de l'Erta Ale (en) qui correspond à une dorsale océanique en début de formation. Cette chaîne qui s'étire sur 95 kilomètres de long et 42 kilomètres de large, comprend du nord au sud le Gada Ale, l'Alu-Dala Filla, le Borale Ale, l'Erta Ale, l'Hayli Gubbi et l'Ale Bagu. L'Erta Ale se trouve aussi au sud de Dallol et à 790 kilomètres au nord de la capitale Addis-Abeba.
À son sommet, sa caldeira de 1 600 mètres de long sur 700 mètres de large est orientée nord-sud. À l'intérieur se trouvent deux cratères d'effondrement en forme de puits circulaires et aux parois verticales. Selon l'activité volcanique, des lacs de lave se logent dans ces cratères, et disparaissent ou débordent temporairement.
Les Afars ne l'approchent pas, car son accès serait barré par des esprits gardiens de troupeaux l'entourant avec des chevaux volants.

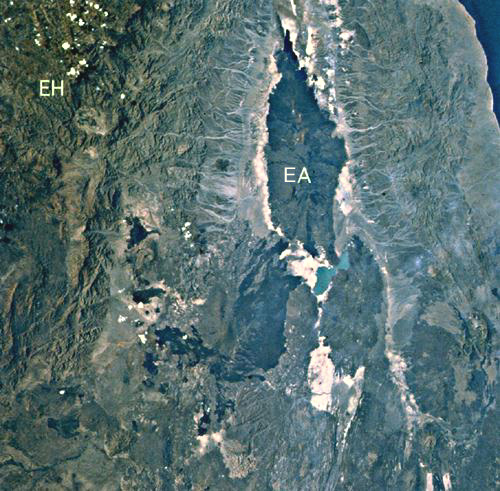
Image satellite légendée du nord de la dépression de l'Afar avec au centre (EA) le système volcanique comprenant l'Erta Ale.
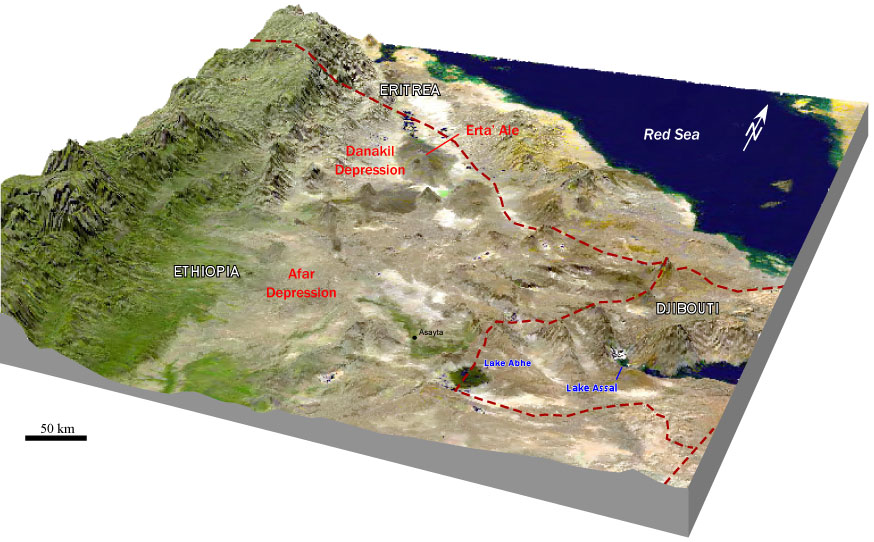
Vue en perspective de la dépression de l'Afar. La chaîne de l'Erta Ale est un fragment de dorsale océanique maintenant émergée[2]. Des ponts de lave empêchent pour l'heure la mer Rouge de s'engouffrer dans la dépression de Danakil. Les effets de la tectonique d'effondrement feront sauter ce barrage de lave. À la place, s'étendra un océan auquel les spécialistes ont déjà donné un nom, l'océan érythréen[3].

### Géologie

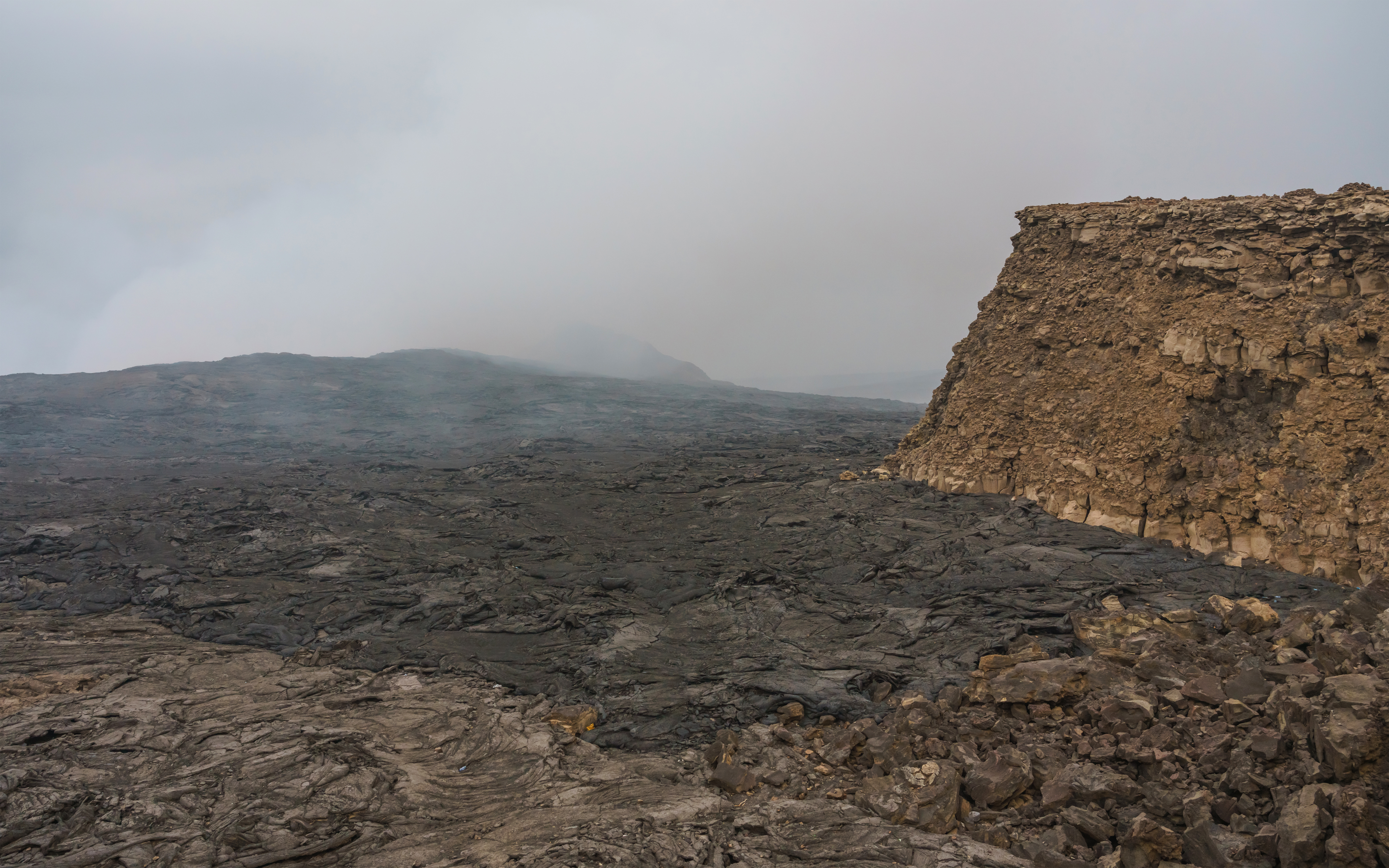
Laves cordées du plancher de la caldeira, aspect typique des coulées pāhoehoe.

La dépression de l'Afar où se situe le volcan, constitue une branche du rift continental qui parcourt l'Afrique orientale du nord au sud. Si son évolution continue, elle pourrait donner à terme une mer à trois branches, séparant la plaque arabique, la plaque africaine, et la plaque somalienne insulaire à l'est.
La lave émise par l'Erta Ale est basaltique, faiblement gazéifiée et sa plus haute température mesurée s'éleve à 1 217 °C.
Le flux de chaleur mesuré atteint 30 kW/m2.
Le lac de l'Erta Ale montre parfois une intense activité, bouillonnant à une température qui peut dépasser 1 000 °C (bouillonnement par dégazage du magma basaltique). Les images de ce lac sont souvent utilisées pour illustrer le refroidissement et la formation de la première croûte terrestre. La surface de lave est organisée en une multitude de cellules convectives par lesquelles la plus grande partie de la chaleur est évacuée au niveau d'un réseau de fractures incandescentes, qui correspondent à des remontées de lave (fontaines de lave, bouffées de gaz volcaniques). La contraction thermique associée au refroidissement de la lave en surface forme des fractures de forme polygonale (en) qui fragmentent la croûte de basalte en dalles de quelques mètres carrés. Les images sont également utilisées pour illustrer la tectonique des plaques : le mouvement permanent de la lave est dû à un régime de convection dans le magma sous-jacent, et permet d'observer en quelque sorte des zones d'accrétion et de subduction miniatures telle que dans les dorsales et les fosses de subduction.

## Histoire
Situé dans une région désertique et peu facile d'accès, l'Erta Ale n'est étudié des volcanologues que depuis la fin des années 1960 et le début des années 1970, mais il est observé pour la première fois par Antoine d'Abbadie en 1841 et est gravi en 1873 par Hildebrandt.
En 1968, une première expédition franco-italienne de volcanologues parvient au sommet de l'Erta Ale. Haroun Tazieff et Giorgio Marinelli observent alors deux lacs de lave : dans le cratère nord un lac de 100 mètres de diamètre très actif, et dans le cratère central un second lac de 65 mètres de diamètre moins actif, les deux étant situés à une profondeur de 165 mètres. Vraisemblablement actifs depuis au moins 1906, leur niveau n'a cessé de remonter : en 1971, ils n'étaient qu'à une dizaine de mètres du bord des cratères et avaient à peu près le même diamètre. En 1972, ils ont débordé en noyant le plancher de la caldeira sous des coulées de lave. La situation durera jusqu'en 1974. De 1968 à 1973, Tazieff mène cinq autres expéditions sur le volcan où il procède à des séries de mesures sur la lave en fusion, grâce à un treuil qui permet de descendre sur la terrasse éruptive située sous les crêtes.

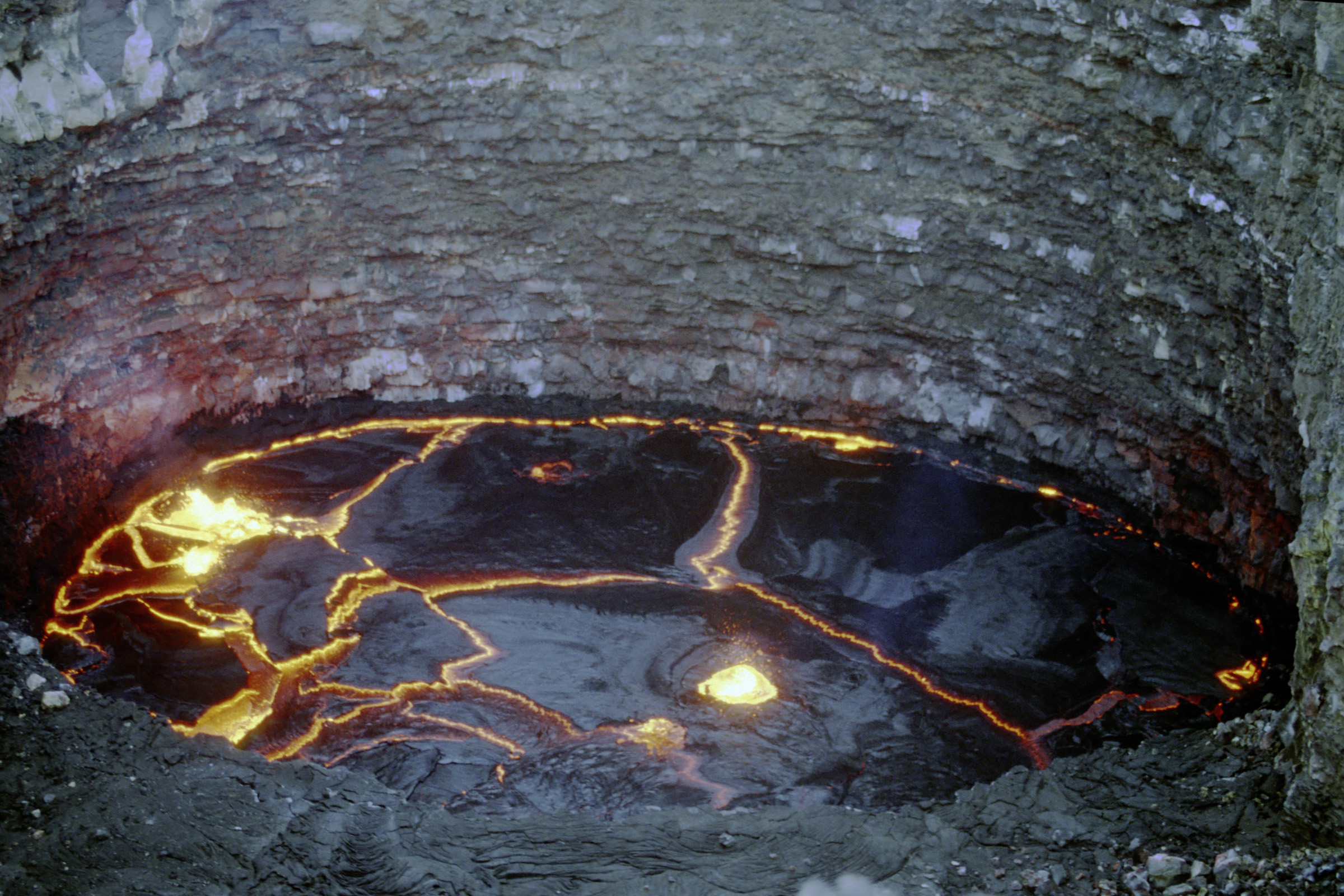
Le lac de lave de l'Erta Ale en 2001.

Aucune autre observation n'est effectuée jusqu'en novembre 1992 hormis quelques survols aériens et des observations satellites. Un éboulement des parois du cratère nord enfouit le lac de lave sous une masse de débris. Le niveau du lac central, dont les dimensions sont de 40 à 70 mètres, redescend à 100 mètres.
En 2001, la guerre avec l’Érythrée se terminant, des équipes de scientifiques peuvent faire des mesures. Le lac mesure alors 80 × 100 mètres, se loge à une profondeur de 80 mètres et émet régulièrement des fontaines de lave de cinq à dix mètres de haut. Depuis cette date, le volcan est régulièrement visité. L’observation du lac de lave montre de fréquents changements de niveau et d’activité.
En 2004, après une période de 20 mois pendant laquelle le lac s'est solidifié, l'éruption redémarre. Le lac de lave du cratère sud-est est de nouveau présent. Son niveau varie d'un mois à l'autre. Lorsqu'il s'abaisse, il laisse des terrasses de basalte figé. Elles sont recouvertes quelques mois plus tard lorsque le lac déborde.
Début 2019, la lave est descendue à un niveau d'environ 100 mètres en dessous de la caldeira, et elle est le plus souvent masquée par une abondante fumée blanche émise par le cratère.
En 2019 et 2020, de nombreuses phases d'anomalies thermiques ont été détectées.

## Tourisme

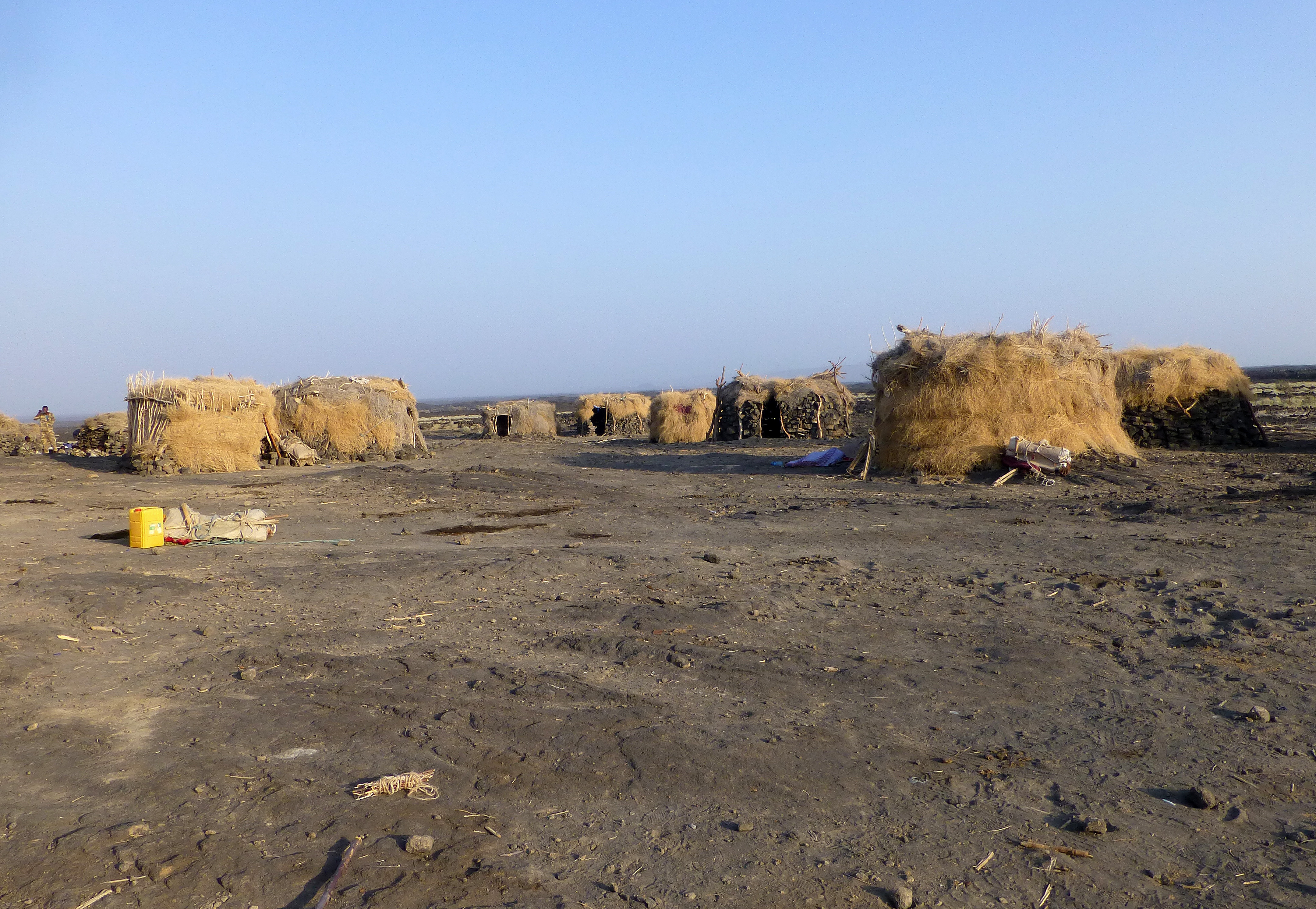
El Dom : camp de base pour l'ascension du volcan Erta Ale.

Depuis 2000 et la fin de la guerre entre l'Érythrée et l'Éthiopie, des agences spécialisées dans le tourisme scientifique (en) et d'aventure organisent des voyages à la découverte du volcan. Les touristes, escortés par des gardes locaux armés (en raison de l'instabilité de la région mal contrôlée par l'État) parviennent en 4×4 jusqu'au village de Dodom situé à une dizaine de kilomètres du volcan. Un convoi de chameaux transportant matelas et sacs de couchage, permet d'atteindre un autre camp de base à 300 m du cratère. Les agences de voyage omettent de prévenir les touristes que le cratère laisse souvent échapper des fumées intenses qui empêchent une bonne visibilité,.

### Filmographie
- Erta'Ale, la montagne qui fume, film de Jacques Durieux, CERIMES, Vanves, 2000, 52 minutes (VHS).
- Erta'Ale, 1. La naissance d'un océan, film de Jacques Durieux, CERIMES, Vanves, 2001, 26 minutes (DVD).
- Erta'Ale, 2. Le désert des Afars, film de Jacques Durieux, CERIMES, Vanves, 2001, 26 minutes (DVD).
- Erta'Ale, 3. Un volcan à explorer, film de Jacques Durieux, CERIMES, Vanves, 2001, 26 minutes (DVD).
- Erta'Ale, 4. Un volcan à étudier, film de Jacques Durieux, CERIMES, Vanves, 2001, 26 minutes (DVD).
- Sur les volcans du monde, Erta' Ale, le volcan mythique, film d'Olivia Delpau, AGAT, VOLCANO et ARTE, 2007, 26 minutes.